# Виенски международен център
Виенският международен център (на английски: Vienna International Centre), или разговорно UNO City, е комплекс от сгради, в който е разположена по-голямата част от Филиала на ООН във Виена – третия център на ООН в света след централата в Ню Йорк и филиала в Женева.

## Описание
Намира се в 22-ри район Донаущат, на левия бряг на река Дунав.
Идеята за създаването на комплекса е на Бруно Крайски, федерален канцлер на Австрия. Проектиран е от архитекта Йохан Щабер (Johann Staber) и е построен в периода 1973 – 1979 г.
Състои се от 6 кули във формата на буквата Y, окръжаващи централното конферентно здание. Общата площ съставлява 230 000 м², а най-високата кула (120 м) има 28 етажа. В комплекса работят около 5000 души.
В съседство с Виенския международен център се намира Аустриа Център, принадлежащ също на Филиала на ООН, но невлизащ в състава на комплекса.

## Организации
- Международна агенция за атомна енергия (МААЕ/МАГАТЕ)
- Комисия на ООН по международно търговско право (ЮНСИТРАЛ)
- Организация на ООН за промишлено развитие (ЮНИДО)
- Служба на ООН по наркотиците и престъпността (СНПООН)
- Върховен комисариат на ООН за бежанците (ВКБООН)
- Служба на ООН по въпросите на космическото пространство